# Bagger 293

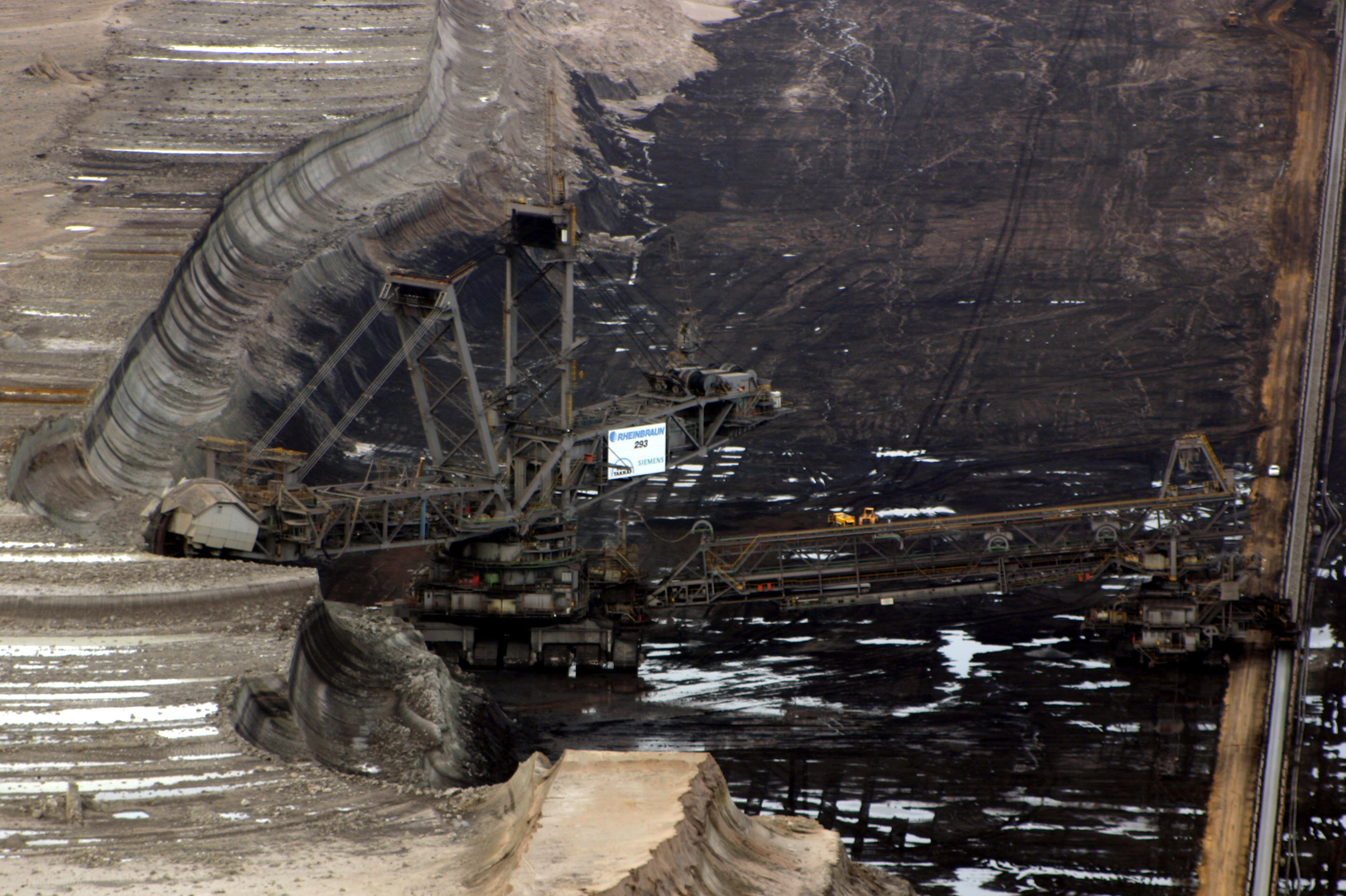
Hambach, Nordrhein-Westfalen, 2008

Bagger 293 är en skovelhjulsgrävmaskin tillverkad av det tyska företaget TAKRAF (tidigare kombinatet VEB Schwermaschinenbaukombinat Tagebauausrüstungen, Krane, Förderanlagen). Maskinen är känd i Guinness Rekordbok som världens största landfordon. Den används i en kolgruvan Hambach i Nordrhein-Westfalen i Tyskland.
Den är 225 meter lång, och väger 14 200 ton. För tillfället är det världens största skovelhjulsgrävmaskin. Systermaskinen Bagger 288 hade tidigare världsrekordet.